# Ia (Thira)
Das Dorf Ia (griechisch Οία (f. sg.); oft auch in der Transliteration Oia) im Norden der griechischen Insel Thira hat 665 Einwohner, zusammen mit den umliegenden Siedlungen 1226 Einwohner. Die Bewohner werden noch heute als Apanomerites (Απανωμερίτες) bezeichnet, nach der früheren Bezeichnung Apano Meria (Απάνω Μεριά, auch Επάνω Μεριά) des Dorfes. Der aus der Antike überlieferte Ort Oia war einer von zwei Häfen Alt-Theras und lag beim heutigen Kamari im Südosten der Insel.

## Lage

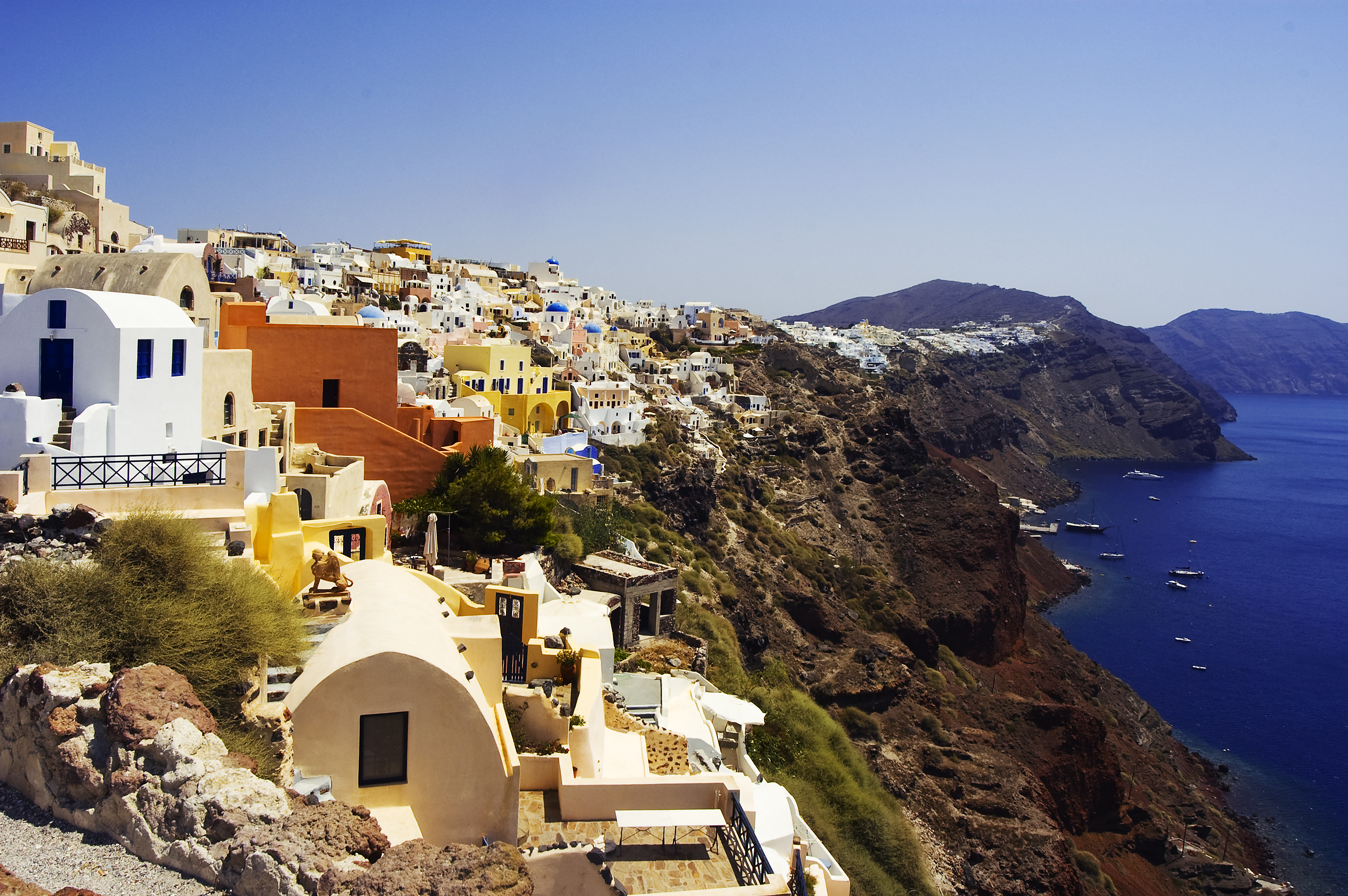
Blick auf Ia von Westen

Ia erstreckt sich in 70 bis 100 Metern Höhe über nahezu zwei Kilometer entlang dem nördlichen Caldera-Rand der Kykladeninsel Thira. Direkt östlich schließt sich die Siedlung Finika an. Etwa 500 Meter nördlich liegt Tholos. Die kleine Fischersiedlung Ormos Armeni (Όρμος Αρμένης) liegt südlich unterhalb und ist über einen Treppenweg zu erreichen. Vom kleinen Hafenort Ormos Ammoudi (Όρμος Αμμουδιού) im Westen bestehen Fährverbindungen nach Thirasia. Dem Südwestkap ist das kleine Eiland Agios Nikolaos vorgelagert.

## Geschichte
Schon vor der venezianischen Herrschaft wurde das Dorf in verschiedenen Reiseberichten erwähnt. Mit der Gründung des Herzogtums Naxos im Jahre 1207 durch Marco Sanudo errichteten die Venezianer ein Feudalsystem auf Santorin. Das Agios Nikolaos Kastell (Καστέλι του Αγίου Νικολάου) auch Apanomeria (Απανωμερία) genannt, war unter den da Corogna eines von insgesamt fünf Kastellen Santorins. Am südwestlichen Dorfrand befinden sich heute der Wohnturm "Goulas" mit dem ältesten Wohngebiet.
Im Jahr 1537 eroberte Khair ad-Din Barbarossa die Ägäischen Inseln und machte sie gegenüber Sultan Selim II. tributpflichtig. Santorin blieb jedoch bis 1566 unter der Herrschaft der Familie Crispo, gelangte zwischenzeitlich an Joseph Nasi und nach dessen Tod 1579 an das Osmanische Reich.
In Karten des 16. Jahrhunderts bis ins 19. Jahrhundert wird die Siedlung als Apanomeria bezeichnet. Mitte des 17. Jahrhunderts verwendet Thevenot den Namen Castelli San Nicolas. Die Namensänderung zu Ia erfolgte in der zweiten Hälfte des 19. Jahrhunderts. Ende des 19. Jahrhunderts und im frühen 20. Jahrhundert erlebte Ia eine wirtschaftliche Blütezeit. Der Wohlstand basierte auf dem Seehandel im gesamten östlichen Mittelmeer, insbesondere auf dem Transithandel von Russland nach Alexandria. Im Jahr 1890 lebten etwa 2500 Menschen im Dorf, es gab rund 130 Segelschiffe, eine Werft in der Bucht von Armeni.
Das Umland produzierte großen Mengen Weine von hervorragender Qualität, auch nach Frankreich wurde exportiert. Das Aufkommen der Dampfschifffahrt und die Konzentration der Schifffahrt in Piräus führten zu einem starken Einbruch des Seehandels. Mit der zunehmenden Abwanderung besonders nach Piräus und Lavrio ging die Aufgabe der Landwirtschaft einher, im Jahr 1940 hatte das Dorf noch 1348 Einwohner.
Am 9. Juli 1956 verursachte das Seebeben bei Amorgos mit der Stärke 7,4 große Schäden. Das Epizentrum des stärksten Nachbebens (Stärke 7,2) lag unmittelbar vor der Nordostküste von Thira. Nach dem Erdbeben war das Dorf erneut von starker Abwanderung bedroht, im Jahr 1977 lag die Einwohnerzahl bei nur noch 306 Menschen.
Einwohnerentwicklung von Ia
| Name            | griechischer Name        | 1920 | 1928 | 1940 | 1951 | 1961 | 1971 | 1981 | 1991 | 2001 | 2011 | 2021 |
| --------------- | ------------------------ | ---- | ---- | ---- | ---- | ---- | ---- | ---- | ---- | ---- | ---- | ---- |
| Ia              | Οία (f. sg.)             | 1002 | 0787 | 0652 | 0449 | 0399 | 0296 | 0360 | 0439 | 0763 | 0665 | 0478 |
| Perivolos       | Περίβολος (m. sg.)       | 0247 | 0212 | 0198 | 0147 | –    | –    | –    | –    | –    | –    | –    |
| Finikia         | Φοινικιά (f. sg.)        | 0273 | 0332 | 0452 | 0339 | 0212 | 0103 | 0051 | 0106 | 0050 | 0222 | 0137 |
| Tholos          | Θόλος (m. sg.)           | 0038 | 0049 | 0041 | 0040 | 0038 | 0034 | 0020 | 0035 | 0064 | 0197 | 0134 |
| Paradisos       | Παράδεισος (m. sg.)      | –    | –    | –    | –    | –    | –    | 0004 | 0008 | 0048 | 0092 | 0085 |
| Ormos Ammoudiou | Όρμος Αμμουδιού (m. sg.) | –    | 0036 | 0010 | –    | –    | –    | –    | –    | 0007 | 0023 | 0001 |
| Ormos Armenis   | Όρμος Αρμένης (m. sg.)   | –    | –    | –    | –    | –    | –    | –    | 0001 | 0007 | 0004 | 0000 |
| Gesamt          | Gesamt                   | 1560 | 1416 | 1348 | 0975 | 0649 | 0433 | 0435 | 0589 | 0962 | 1226 | 0838 |

## Ortsbild

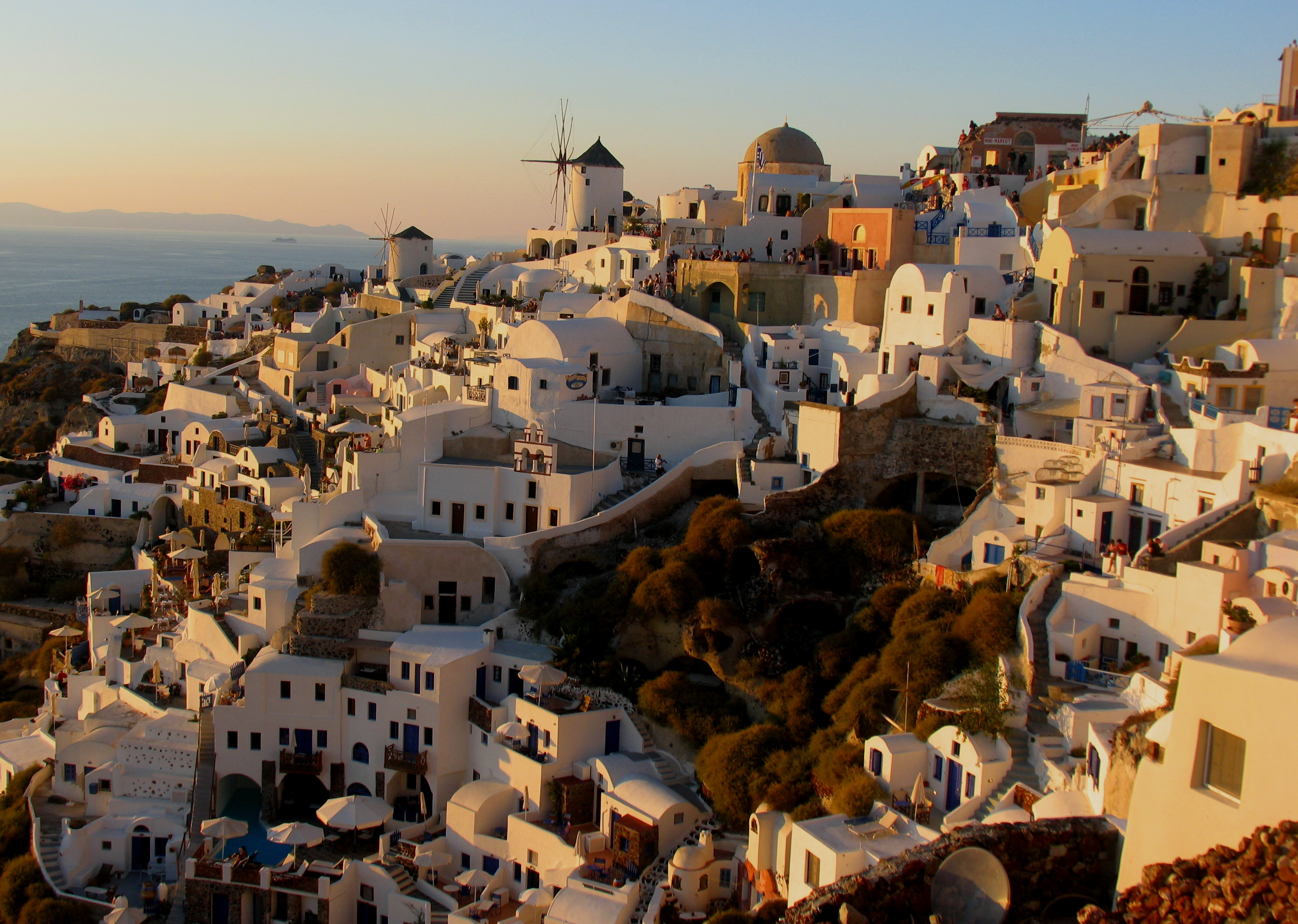
Sonnenuntergang in Ia

Im Jahr 1976 wurde Ia in das Programm zur Erhaltung und Entwicklung traditioneller Siedlungen der Griechischen Zentrale für Fremdenverkehr (EOT) unter Leitung von Aris Konstantinidis aufgenommen. Ziel des auf 15 Jahre angelegten Programms war die Erhaltung und Restaurierung von ausgewählten Häusern und Gebäude-Ensembles traditioneller Architektur in Verbindung mit einer Nutzungsänderung. Aus den Behausungen der einfachen Seeleute, den Wohnhöhlen vergleichbaren yposkafa spitia (υπόσκαφα σπίτια) am Caldera-Rand, wurden Gästehäuser, Hotels, Restaurants im höherpreisigen Segment. Heute zählen die Grundstückspreise zu den höchsten Griechenlands.
Für die Arbeiten in Ia erhielt die Griechische Zentrale für Fremdenverkehr 1979 den Europa-Nostra-Preis und 1986 den Preis der Architekturbiennale in Sofia.
Auffallend sind die oft direkt an den Kraterrand gebauten, für die Kykladen typischen weiß getünchten Häuser. Sie wechseln sich im Stadtbild von Ia mit verwinkelten, engen Gassen, blau gedeckten Kuppelkirchen, blumenumkränzten Verandas und Terrassen, sowie einzelnen neoklassizistischen Kapitänshäusern ab. An der zentralen Kraterrandgasse von Ia sind zahlreiche Hotels, Tavernen, Cafés, Bars sowie Geschäfte mit Kunsthandwerk, Mode und Souvenirs zu finden.
Etwas voller wird es allerdings gegen Abend, wenn zahlreiche Touristen nach Ia kommen, um seinen berühmten Sonnenuntergang über dem Meer zu erleben.

## Sehenswürdigkeiten
Neben vielen kleinen Kunstgalerien, der Kirche von Panagia und einer Windmühle, die jedoch keine echten Flügel mehr besitzt, findet sich in Ia ein Seefahrtsmuseum, das auf zwei Etagen Schiffsmodelle, alte nautische Geräte wie Kompasse und Anker, Seekarten und historische Fotoaufnahmen des einstigen Seefahrerortes ausstellt.
Die Ruine des Kastells von Argyri, auch Londsa-Burg genannt, war während der venezianischen Herrschaft im Mittelalter Wohnsitz der adeligen Familie Argyri und dient heute als Aussichtspunkt.
Im Südwesten von Ia liegt die Armeni-Bucht, zu der man zu Fuß oder per Muli hinabsteigen kann. Einst ein wichtiges Bootsbauzentrum, gibt es im Hafen von Armeni heute nur noch eine einzige Werft, die kleine Reparaturarbeiten durchführt. Von hier aus verkehren Boote zu Rundfahrten entlang der Caldera oder nach Thirasia.
Ein weiterer Hafen befindet sich im Westen der Stadt in der Bucht von Ammoudi. Diese ist über einen steilen Abstieg nördlich der Londsa Burg zu erreichen und besitzt auch einige Tavernen und einen kleinen Kieselstrand.

## Verwaltung
Mit Ausnahme der Zeit zwischen 1840 und 1851 bildete Ia seit dem 1. Oktober 1834 (ΦΕΚ 4/1835) eine eigenständige Gemeinde (Δήμος Οίας Dímos Ias). Die Umsetzung der Gemeindereform nach dem Kapodistrias-Programm im Jahr 1997 führte zur Zusammenlegung der Gemeinden Ia mit Thirasia als Landgemeinde Ia (Κοινότητα Οίας Kinótita Ías). Durch die Verwaltungsreform 2010 erfolgt zum 1. Januar 2011 die Eingliederung in die neu geschaffene Gemeinde Thira (Dimos Thiras Δήμος Θήρας) als Gemeindebezirk Ia (Δημοτική Κοινότητα Οίας Dimotikí Kinótita Ías).